# Overlord: Dark Legend
Overlord: Dark Legend è un gioco di ruolo action in terza persona  sviluppato da Climax Studios e pubblicato da Codemasters per la Wii nel 2009. Il gioco è stato pubblicato il 23 giugno 2009 in Nord America, 26 giugno in Europa, e il 2 luglio in Australia.
Dark Legend è uno spin-off del videogioco Overlord pubblicato nel 2007. Il gameplay è simile a Overlord, ma presenta alcune differenze. Sebbene il gioco non dispone di diverse caratteristiche del gioco originale o del suo sequel, Overlord II, offre alcuni nuovi contenuti originali ed un nuovo tipo di gameplay approfittando del wiimote.
Mentre le recensioni del gioco ne lodando l'umorismo, la storia originale, il solido e ben strutturato gameplay, il sistema di puntamento col wiimote e la fantastica realizzazione di personaggi ed ambientazioni, trovano invece problemi con le animazioni, la lunghezza troppo corta del gioco e il troppo basso livello di complessità e difficoltà del titolo.

## Trama
Dark Legend è ambientato prima degli eventi di Overlord. Il gioco presenta una trama originale, con nuovi personaggi e luoghi, scritta da Rhianna Pratchett (figlia del romanziere britannico Terry Pratchett), la quale ha anche scritto le trame degli altri capitoli della serie Overlord.
Invece dell'Overlord senza nome introdotto nel gioco precedente, Dark Legend segue la storia di un nuovo Signore Oscuro chiamato Lord Gromgard. Sotto forma di teatro dei burattini, la storia dell'Overlord è raccontata da Gnarl, il quale narra le vicende dell'Overlord durante le cutscenes. Lord Gromgard, ancora ragazzo, fu informato da Gnarl che, al suo sedicesimo compleanno, il suo destino si sarebbe compiuto. Col passare degli anni, il regno patì molte sofferenze sotto forma di piaghe, cattivi raccolti, mezzuomini che rubavano il cibo dei villici, banditi che derubavano dalla popolazione e lupi che mangiavano o distruggevano ciò che rimaneva. Nel disperato tentativo di recuperare la sua gloria, il padre dell'Overlord, un tempo potente duca Gromgard, partì per una spedizione nella speranza di riprendere possesso di alcuni dei suoi beni perduti; tornato però a mani vuote, viene abbandonato dalla moglie, la duchessa, la quale decide di scappare con un ricco e potente nobile di un regno vicino. Al suo sedicesimo compleanno, Lord Gromgard viene abbandonato dal padre, il quale decide di partire nuovamente per un'altra spedizione, nella speranza di reclamare la sua fortuna ancora una volta. Gromgard è così lasciato in compagnia dei suoi estremamente sgradevoli fratelli maggiori, Lord Greenville e Lady Gerda (possibile riferimento alle sorellastre di Cenerentola).
Dopo essere entrato in possesso del guanto dell'Overlord, essere entrato nella Torre Oscura ed avere indossato l'armatura del Overlord, un tempo appartenuta allo zio di Gromgard, il misterioso Barone Oscuro, inizia il gioco vero e proprio.

## Personaggi
- Lord Gromgard - Protagonista del gioco e primo Overlord.
- Gerda - Malvagia sorella di Lord Gromgard. Possiede molti trofei che espone nella sua stanza. Gerda preferisce la compagnia dei i nani.
- Grenville - Malvagio fratello di Lord Gromgard. Diversamente dalla sorella Gerda, Grenville preferisce gli elfi ai nani.
- Duca Gromgard - È il padre di Lord Gromgard, Gerda e Grenville. È anche il fratello del Barone.
- Il Barone Nero - Zio del primo Overlord e fratello del Duca. Veniva considerato un grande leader.
- Rollick - fedele chef del Castello. Dà a Gromgard il guanto dell'Overlord per il suo sedicesimo compleanno.
- Nym - Un amichevole bardo. L'Overlord lo incontra mentre canta una canzone d'amore ad una zucca.

## Modalità di gioco
Gran parte del gameplay di base è simile a quello di Overlord. I quattro tipi di serventi (marrone, rosso, verde e blu) e le loro abilità rimangono invariate dall'originale. Tuttavia, il gioco presenta alcune differenze in termini di gameplay design. Per esempio, a differenza degli altri giochi della serie, la forza vitale raccolti dai nemici sconfitti che viene utilizzata per creare serventi non dipende più dal colore.
Il nunchuk del Wii Remote è utilizzato per controllare l'Overlord, mentre il telecomando stesso viene utilizzato dare ordini ai serventi sfruttando il sensore di movimento del controller e le funzionalità del puntatore. Una delle novità introdotte per la Wii è la capacità di afferrare un seguace dall'orda utilizzando i sensori di inclinazione e di movimento del telecomando Wii, scuotere il telecomando per impregnare il seguace con il potere del Signore Oscuro, quindi rilasciandolo per farlo correre verso un bersaglio ed esplodere.

## Accoglienza
Le recensioni per Overlord Dark: Legend sono state miste. Dark Legend ha ricevuto il 68% da Metacritic, 5.5 su 10 da GameSpot, 7.5 su 10 da IGN, 7.2 su 10 da SpazioGames.it e 6.5 da Everyeye.it.
In generale, nelle recensioni, del gioco venivano lodati i dialoghi comici, la trama e le esilaranti cutscenes che ricordano in vario modo i film comici di Monty Python. Molto apprezzato era l'uso delle funzionalità del wiimote ben eseguite; veniva però criticata l'intelligenza artificiale dei serventi e dei nemici.
Mentre la grafica ed il world-design erano considerati soddisfacenti, le animazioni incominciavano a subire rallentamenti durante le fasi di gioco dove serventi e nemici affollano lo schermo. GameSpot Australia segnalava il crash della Wii per tre volte durante il playthrough per la recensione. Nella recensione di Totally Gaming Network veniva evidenziata l'inclinazione del gioco al crash.
Il principale fallimento del gioco era ritenuta la durata (in media dalle otto alle dieci ore per il primo playthrough), aggravato dalla mancanza di complessità o difficoltà. La recensione di Gamezone suggeriva che Dark Legend era più adatto ai giocatori nuovi al franchise, mentre i veterani del primo gioco si sarebbero trovati meglio con il sequel, Overlord II, su un'altra piattaforma; invece, GameSpot Australia si riferiva al gioco come "My First Overlord" cioè "Il Mio Primo Overlord", ritenendo che il gioco non andasse mai oltre le basi del franchise.

## Sviluppo
Piuttosto che realizzare un porting del videogioco originale per la console Nintendo Wii, Dark Legend è stato progettato completamente da zero per consentire al giocatore un'esperienza nativa di gioco su Wii.
Il gioco è stato pubblicato nel 2009. In Nord America il 23 giugno, in Europa il 26 giugno ed in Australia il 2 luglio.